# Смертная казнь в Сингапуре

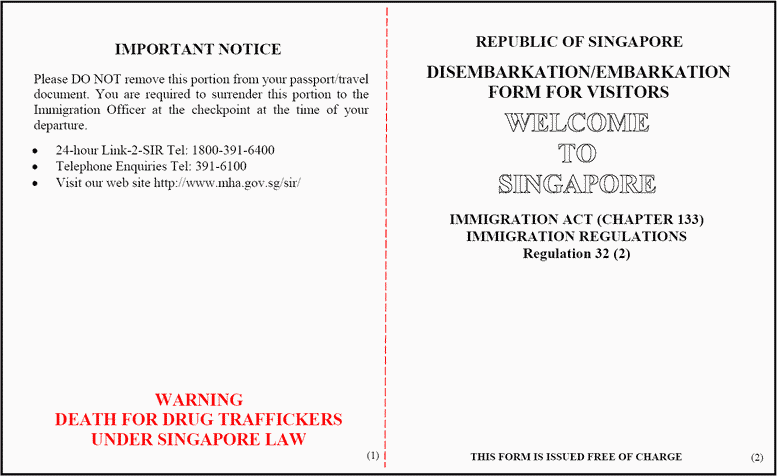
Предупреждение о том, что в Сингапуре за торговлю наркотиками предусмотрена смертная казнь, которое вручается всем по прибытии в Сингапур

Смертная казнь в Сингапуре — мера наказания, которая предусмотрена уголовным законодательством за отдельные преступления против государства, пиратство, мятеж в вооруженных силах, убийство, некоторые другие преступления против жизни, похищение человека, торговлю оружием, контрабанду наркотиков и торговлю ими. Способом смертной казни является повешение, оно осуществляется исключительно утром по пятницам. 
По данным ООН, Сингапур является одной из стран-лидеров по количеству смертных казней относительно численности населения. По данным Amnesty International, с 1991 года по 2011 год в Сингапуре было казнено около 450 человек, при этом более 70% казней назначается за преступления, связанные с наркотиками. В 2022 году в Сингапуре было казнено 11 человек.
Под давлением мирового сообщества и правозащитных организаций с 2011 года по 2013 год смертные приговоры в Сингапуре не приводились в исполнение, но затем смертная казнь вновь начала применяться. В 2012 году было  отменено безальтернативное назначение смертной казни за убийство и некоторые наркопреступления. Тем не менее, до настоящего времени некоторые нормы уголовного законодательства Сингапура предусматривают безальтернативное назначение смертной казни, в частности за преступления против президента.
Согласно опросу, проведенному в 2005 году, 95% сингапурцев считали, что их страна должна сохранить смертную казнь. Из-за растущей либерализации общества поддержка смертной казни неуклонно падает. Однако, несмотря на снижение, согласно новому опросу, проведенному в 2021 году, подавляющее большинство населения Сингапура (более 80%) по-прежнему поддерживает применение смертной казни и считает, что их страна обязательно должна сохранить смертную казнь.
28 июля 2023 года в Сингапуре была казнена 45-летняя Саридеви Джамани за контрабанду 30,72 г героина. Казнь Саридеви Джамани вызвала широкий резонанс в мире, поскольку это стало первой казнью женщины в Сингапуре за последние 20 лет.